# Cratere Majnoon
Majnoon  è un cratere sulla superficie di Eros.